# Pierre Carteus
Pierre Carteus (Ronse, 24 september 1943 - aldaar, 4 februari 2003) was een Belgisch voetballer die uitkwam voor onder andere Club Brugge en RFC Renaisien. Met Club Brugge werd hij landskampioen in 1973 en won hij de beker in 1968 en 1970. In eerste klasse speelde hij in totaal 293 wedstrijden en scoorde 73 doelpunten. Pierre speelde nooit in de tweede klasse, maar wel in de derde klasse, waar hij 143 wedstrijden speelde en 67 doelpunten maakte.
Carteus speelde twee wedstrijden voor de Belgische nationale ploeg en zat in de selectie die deelnam aan het WK 1970.
1 Piot ·
2 Heylens ·
3 Thissen ·
4 Dewalque ·
5 Jeck ·
6 Dockx ·
7 Semmeling ·
8 Van Moer ·
9 De Vrindt ·
10 Van Himst  ·
11 Puis ·
12 Trappeniers ·
13 Beurlet ·
14 Martens ·
15 Vandendaele ·
16 Polleunis ·
17 Verheyen ·
18 Lambert ·
19 Carteus ·
20 Peeters ·
21 Janssens ·
22 Duquesne ·
Coach: Goethals